# Mackinac Island
Mackinac Island é uma cidade localizada no estado americano de Michigan, no Condado de Mackinac.

## Demografia
Segundo o censo americano de 2000, a sua população era de 523 habitantes.
Em 2006, foi estimada uma população de 471, um decréscimo de 52 (-9.9%).

## Geografia
De acordo com o United States Census Bureau tem uma área de
14,5 km², dos quais 11,3 km² cobertos por terra e 3,2 km² cobertos por água.

## Localidades na vizinhança
O diagrama seguinte representa as localidades num raio de 36 km ao redor de Mackinac Island.

## Circulação automóvel
Com exceção de veículos de emergência, os carros estão proibidos na ilha desde 1898. Em volta, só circulam barcos, bicicletas e charretes ou outros veículos puxados a animais para transporte de carga. Considerada uma espécie de resort de luxo, cujo ícone é o Grand Hotel, muito solicitado pelas melhores famílias americanas, a zona é muito procurada exatamente pelo silêncio e ar puro que oferece.
Em 2019, Mike Pence, vice-presidente dos Estados Unidos, ignorou a proibição e circulou na ilha de limosinee e ainda se fez acompanhar por oito viaturas.
Foi a primeira vez em cem anos que alguém entrou de carro na ilha. É que nem anteriores governantes o fizeram. Al Gore visitou a ilha enquanto senador em 1987 e fez-se transportar numa carruagem, Gerald Ford, presidente nos anos 1970, também por lá passou e viajou a cavalo; George HW Bush, Harry Truman e John F. Kennedy, aproveitaram para mostrar os seus dotes em cima do cavalo.
Mike Pence foi à ilha para falar da conferência de líderes do Partido Republicano naquele Estado.
O conselho da vila da ilha proibiu todas as “carruagens sem cavalos” dentro dos limites da vila de Mackinac Island em 6 de julho de 1898 devido a preocupações de que assustariam os seus cavalos.
A Comissão do Parque Estadual da Ilha Mackinac adotou a sua própria proibição em 1901, depois que um “visitante de verão” chamado Earl C. Anthony ter trazido um veículo para a ilha. Enquanto o veículo estava no parque, alguns cavalos ficaram assustados e feridos e várias carruagens foram danificadas.